# منطقه نمونه گردشگری عباس‌آباد
منطقه نمونه گردشگری عباس‌آباد یا سر استخر عباس‌آباد در بالای تپه‌ای به نام تپهٔ عباس‌آباد انتهای خیابان مهدیه و مشرف به میدان قائم در شهر همدان واقع شده‌است.
این گردشگاه زیبا و دیدنی دارای تأسیسات رفاهی است و مورد استفادهٔ عمومی مردم است. پیش از ساخته شدن این تأسیسات تنها استخری به صورت آبگیری بزرگ و دست‌ساز در این محل وجود داشت. در دههٔ ۱۳۷۰ هجری شمسی با صرف هزینه‌ای وسعت این استخر افزایش یافت و بوستان احداث شد و سال ۱۳۹۷ با احداث ویلاهای اقامتی محیط آمادهٔ پذیرایی از گردشگران به ویژه میهمانان تابستانی همدان شد. و با توسعه و احداث زمین‌های ویژهٔ اسکیت‌بازی، بازی‌ها، و سرگرمی‌های کودکان از جمله شهربازی وجود سینمای تابستانی و نمایش فیلم در فضای آزاد ساختمان نمازخانه‌ای باشکوه و وجود آب‌نمایی در ارتفاعی در حدود ۶۰ متر و به طول ۲۰۰ متر به منطقه نمونه گردشگری  تبدیل گردید.